# تمنييمي

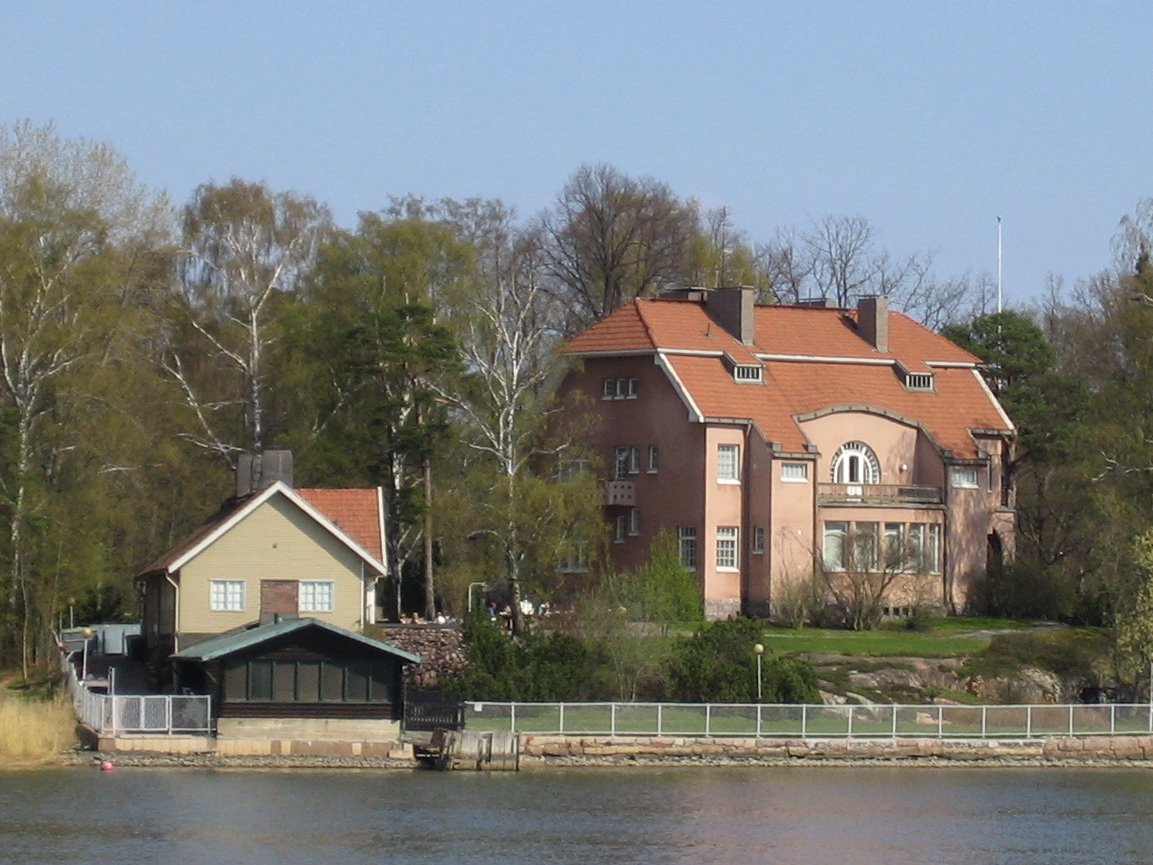
بتـَمـِّينييمي

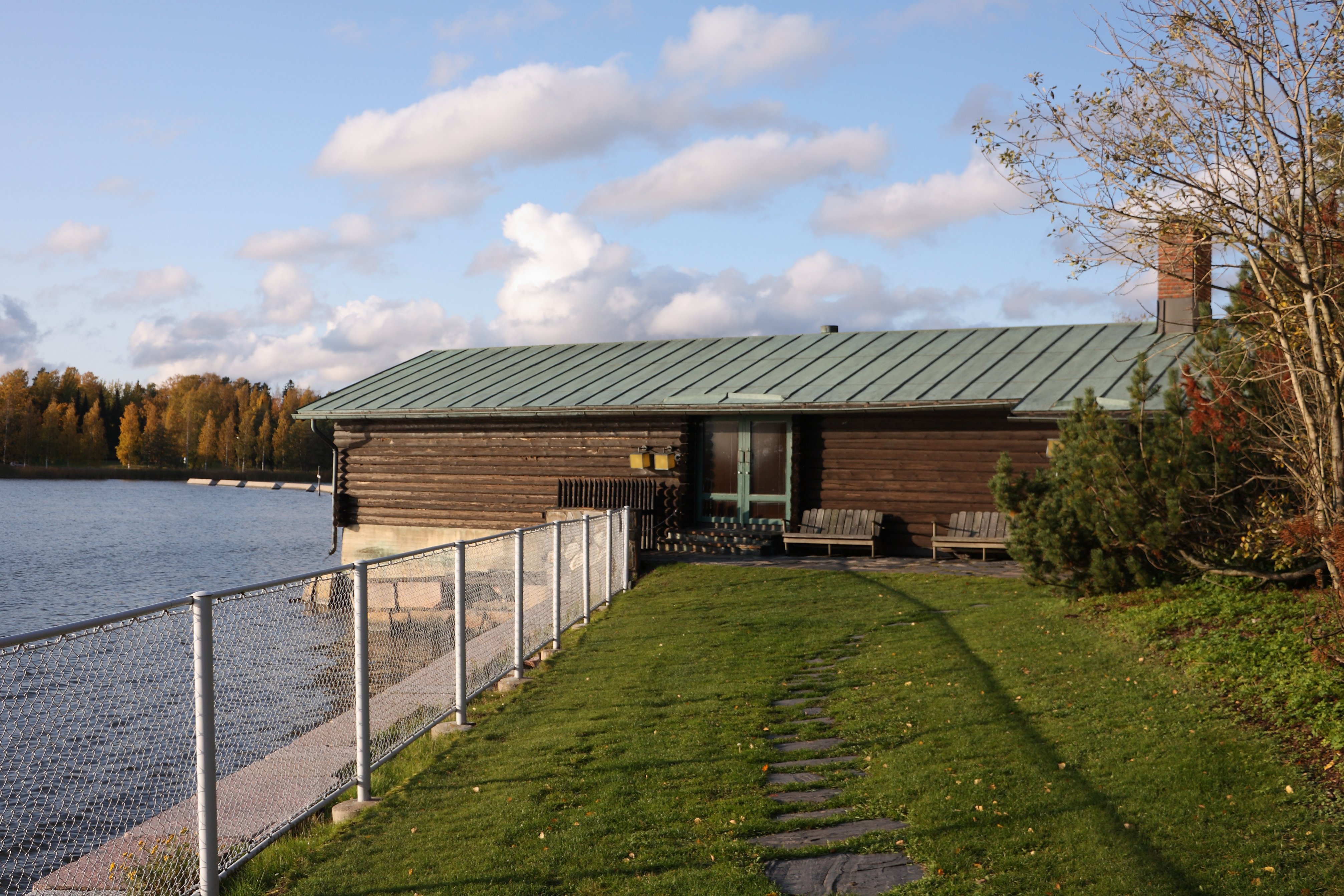
ساونا بتـَمـِّينييمي

بتـَمـِّينييمي (بالفنلندية: Tamminiemi؛ بالسويدية: Villa Ekudden) فيلا تقع في حي ميلهتي في هلسنكي. كان أحد المقار الرسمية لرئيس فنلندا من عام 1940 حتى عام 1981. من ذلك التاريخ، حتى وفاته، استعمل مقراً لإقامة الرئيس أورهو ككونن. وهو الآن متحف أورهو ككونن. وهو موجود في حديقة على البحر. مساحة أرضية تـَمـِّينييمي حوالي 450 متر مربع. وقد صممها المعماريان سيغورد فروستروس وغوستاف سترنغل، بـَنى فيلا الفن الجديد في عام 1903 رجل الأعمال دنماركي المولد يورغن نيسن. املك لاحقاً فيلا أو استأجرها عدد من الأفراد، وقبل أن يشتريها الناشر وراعي الفنون أموس أندرسون في عام 1924. تبرع أندرسون بتـَمـِّينييمي إلى الدولة الفنلندية في عام 1940 ، لتكون بمثابة مقر رئاسة. على الرغم من أن الرئيسين روتي ومانرهايم أقاما في تـَمـِّينييمي، إلا أن اسم الفيلا اقترن بشكل خاص بالرئيس ككونن—يرجع في جزء كبير منه إلى حقيقة أنه كان منزله لنحو ثلاثين عاماً. في حين فضـّل الرئيس بآسيكيفي لاستخدام القصر الرئاسي كمقر إقامة رسمي له خلال فترة رئاسته. كما توجد في تـَمـِّينييمي ساونا شهيرة كان الرئيس ككونن يستخدمها للترفيه عن ضيوفه.